# Apistogramma agassizii
Apistogramma agassizii is een straalvinnige vissensoort uit de familie van de cichliden (Cichlidae). De wetenschappelijke naam van de soort is voor het eerst geldig gepubliceerd in 1875 door Steindachner als Geophagus agassizii

## Uiterlijk
De volwassen Apistogramma agassizii wordt ongeveer 6 tot 8 centimeter lang. Mannelijke exemplaren zijn doorgaans groter en kleurrijker dan de vrouwtjes. Ze hebben vaak een opvallend patroon en langere vinnen, vooral tijdens het broedseizoen.

## Habitat en leefomgeving
Deze soort leeft in zacht, licht zuur tot neutraal water (pH 6,0-7,0) met een temperatuur tussen de 24 en 28 graden Celsius. In het wild worden ze aangetroffen in gebieden met veel bladstrooisel en houtachtige structuren waar ze zich kunnen verschuilen.

## Gedrag
Apistogramma agassizii is territoriaal, vooral de mannetjes. Ze leven vaak in paren of in haremverband, waarbij één mannetje meerdere vrouwtjes heeft. De soort is relatief vreedzaam en kan in een aquarium samen worden gehouden met andere rustige vissen.

## Voeding
De soort is omnivoor en eet een gevarieerd dieet van kleine insecten, larven, plankton en plantaardig materiaal. In gevangenschap worden ze gevoerd met onder andere vlokkenvoer, diepvries- en levend voer zoals artemia en muggenlarven.

## Voortplanting
Apistogramma agassizii is een holbroeder; het vrouwtje legt haar eieren in een grot of holte, die ze vervolgens bewaakt. De mannetjes verdedigen het territorium tijdens het broedseizoen en jagen indringers weg. Na het uitkomen van de eieren zorgen de ouders voor de jongen.

## Het houden van Apistogramma agassizii in het aquarium
Apistogramma agassizii is een populaire soort onder aquariumliefhebbers vanwege zijn aantrekkelijke kleuren en relatief eenvoudige verzorging. Voor een succesvolle verzorging gelden de volgende richtlijnen:
- Aquariumgrootte: minimaal 60 liter.
- Waterparameters: zacht tot matig hard water, pH 6,0–7,0, temperatuur 24–28°C.
- Substraat en inrichting: fijn zand, schuilplaatsen zoals holtes en wortels.
- Beplanting: dichte onderwaterplanten om stress te verminderen.
- Filtratie: goede filtering en regelmatige waterverversing.
- Voeding: gevarieerd dieet van vlokken, diepvries- en levend voer.
- Gedrag: vreedzaam, te combineren met rustige vissen, vermijden van agressieve soorten.

## Kleurslagen en varianten
Binnen de aquariumhandel zijn verschillende kleurslagen van Apistogramma agassizii populair, die vaak door selectieve kweek zijn ontstaan. Enkele bekende kleurslagen zijn:
- Double Red: Deze variant wordt gekenmerkt door een intens dieprode kleur die vrijwel het hele lichaam en de vinnen bedekt. De dubbele rode tinten zorgen voor een opvallend en fel uiterlijk.
- Fire Red: Een variant met een warme rood-oranje kleur, vaak gecombineerd met een contrasterend patroon van donkere strepen of vlekken. De naam verwijst naar het vurige kleurenspectrum van deze variant.

Deze kleurslagen worden veel gewaardeerd door aquariumliefhebbers vanwege hun opvallende kleuren en worden vaak in gespecialiseerde kweekprogramma's gefokt.